# Royaume-Uni au Concours Eurovision de la chanson 1974
Le Royaume-Uni participe au Concours Eurovision de la chanson 1974 à Brighton au Royaume-Uni et sélectionne sa chanson et son artiste via une sélection interne organisé par le diffuseur britannique BBC. Olivia Newton-John représente le Royaume-Uni avec la chanson Long Live Love et termine à la 4e place avec 14 points lors de la finale.

## Sélection interne
Le radiodiffuseur Britannique, BBC, choisit l'artiste et la chanson en interne pour représenter le Royaume-Uni au Concours Eurovision de la chanson 1974.
Lors de cette sélection, c'est la chanson Long Live Love, écrite est composée par Valerie Avon est Harold Spiro et interprétée par la chanteuse anglo-australienne Olivia Newton-John.
| Artiste                               | Chanson                | Place | Points |
| ------------------------------------- | ---------------------- | ----- | ------ |
| Olivia Newton-John                    | Have Love, Will Travel | 4     | 15,266 |
| Olivia Newton-John                    | Lovin' You Ain't Easy  | 5     | 5,905  |
| Olivia Newton-John                    | Long Live Love         | 1     | 27,387 |
| Olivia Newton-John                    | Someday                | 6     | 5,520  |
| Olivia Newton-John                    | Angel Eyes             | 2     | 18,108 |
| Olivia Newton-John                    | Hands Across The Sea   | 3     | 15,365 |
| Le tableau est ordonné par apparence. |                        |       |        |

## À l'Eurovision
Chaque pays a un jury de dix personnes. Chaque juré attribue un point à sa chanson préférée.

### Points attribués par le Royaume-Uni
| 2 points | Israël                  |
| 1 point  | Finlande Irlande Suisse |

### Points attribués au Royaume-Uni
| 10 points | 9 points      | 8 points | 7 points    | 6 points                                         |
| --------- | ------------- | -------- | ----------- | ------------------------------------------------ |
|           |               |          |             |                                                  |
| 5 points  | 4 points      | 3 points | 2 points    | 1 point                                          |
|           | - Yougoslavie | - Italie | - Allemagne | - Belgique - Finlande - Grèce - Irlande - Suisse |

Olivia Newton-John interprète Long Live Love en 2e position, suivant la Finlande et précédant l'Espagne.
Au terme du vote final, le Royaume-Uni termine 4e, ex æquo avec le Luxembourg et Monaco, sur 17 pays, ayant reçu 14 points,.